# ギニア・シャンピオナ・ナシオナル
シャンピオナ・ナシオナル・リーグ・アン・プロ（Championnat National Ligue 1 PRO）は、ギニアのプロサッカーリーグ（LGFP : Ligue Guinéenne de Football Professionnel）における最上位リーグである。

## 歴代優勝クラブ
| - 1965 : コナクリI - 1966 : コナクリII - 1967 : コナクリII - 1968 : コナクリII - 1969 : コナクリI - 1970 : ASカローム・スター - 1971 : アフィアFC - 1972 : アフィアFC - 1973 : アフィアFC - 1974 : アフィアFC - 1975 : アフィアFC - 1976 : アフィアFC - 1977 : アフィアFC - 1978 : アフィアFC - 1979 : アフィアFC - 1980 : ASカローム・スター - 1981 : ASカローム・スター - 1982 : アフィアFC - 1983 : アフィアFC - 1984 : ASカローム・スター | - 1985 : アフィアFC - 1986 : オロヤAC - 1987 : ASカローム・スター - 1988 : オロヤAC - 1989 : オロヤAC - 1990 : オロヤAC - 1991 : オロヤAC - 1992 : オロヤAC - 1993 : ASカローム・スター - 1994 : オロヤAC - 1995 : ASカローム・スター - 1996 : ASカローム・スター - 1997 : - - 1998 : ASカローム・スター - 1999 : - - 2000 : オロヤAC - 2001 : オロヤAC - 2002 : Satellite FC - 2003 : ASFAG - 2004 : Fello Star | - 2005 : Satellite FC - 2006 : Fello Star - 2007 : ASカローム・スター - 2008 : Fello Star - 2009 : Fello Star - 2010 : Fello Star - 2011 : オロヤAC - 2012 : オロヤAC - 2013 : オロヤAC - 2014 : ASカローム・スター - 2015 : オロヤAC - 2016 : オロヤAC - 2017 : オロヤAC - 2018 : オロヤAC - 2019 : オロヤAC - 2020 : オロヤAC - 2021 : オロヤAC - 2022 : オロヤAC - 2023 : アフィアFC |  |

出典

## クラブ別優勝回数
| クラブ                          | ホームタウン | 回数 |
| ------------------------------- | ------------ | ---- |
| オロヤAC                        | コナクリ     | 20   |
| アフィアFC（コナクリII）        | コナクリ     | 16   |
| ASカローム・スター（コナクリI） | コナクリ     | 13   |
| Fello Star                      | ラベ         | 4    |
| Satellite FC                    | コナクリ     | 2    |
| ASFAG                           | コナクリ     | 1    |